# یواس‌اس بالتیمور (سی‌ای-۶۸)
یواس‌اس بالتیمور (سی‌ای-۶۸) (به انگلیسی: USS Baltimore (CA-68)) یک کشتی است که طول آن 673 ft 5 in (205.3 m) می‌باشد. این کشتی در سال ۱۹۴۲ ساخته شد.